# Cantautor

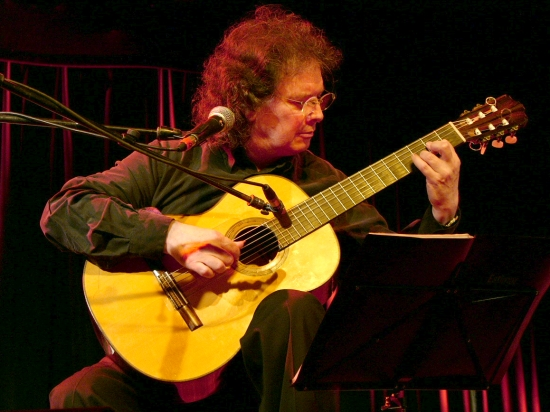
Toti Soler i la seva guitarra.

Un cantautor és una persona que sol escriure i interpretar (sovint com a cantant) la lletra i la música de les seues pròpies cançons. A les seues cançons hi acostuma a incorporar temàtica social, política i filosòfica.
Durant un temps, i en un context determinat, aquest tipus de cançó es va conèixer com a cançó protesta. La llista de cantautors reconeguts inclouen Bob Dylan (dels Estats Units), Víctor Jara (de Xile), Quico Pi de la Serra (de la Nova Cançó), Jacques Brel (de Bèlgica), Vladímir Vissotski (de la Unió Soviètica) i Leonard Cohen (del Canadà).

## Definició

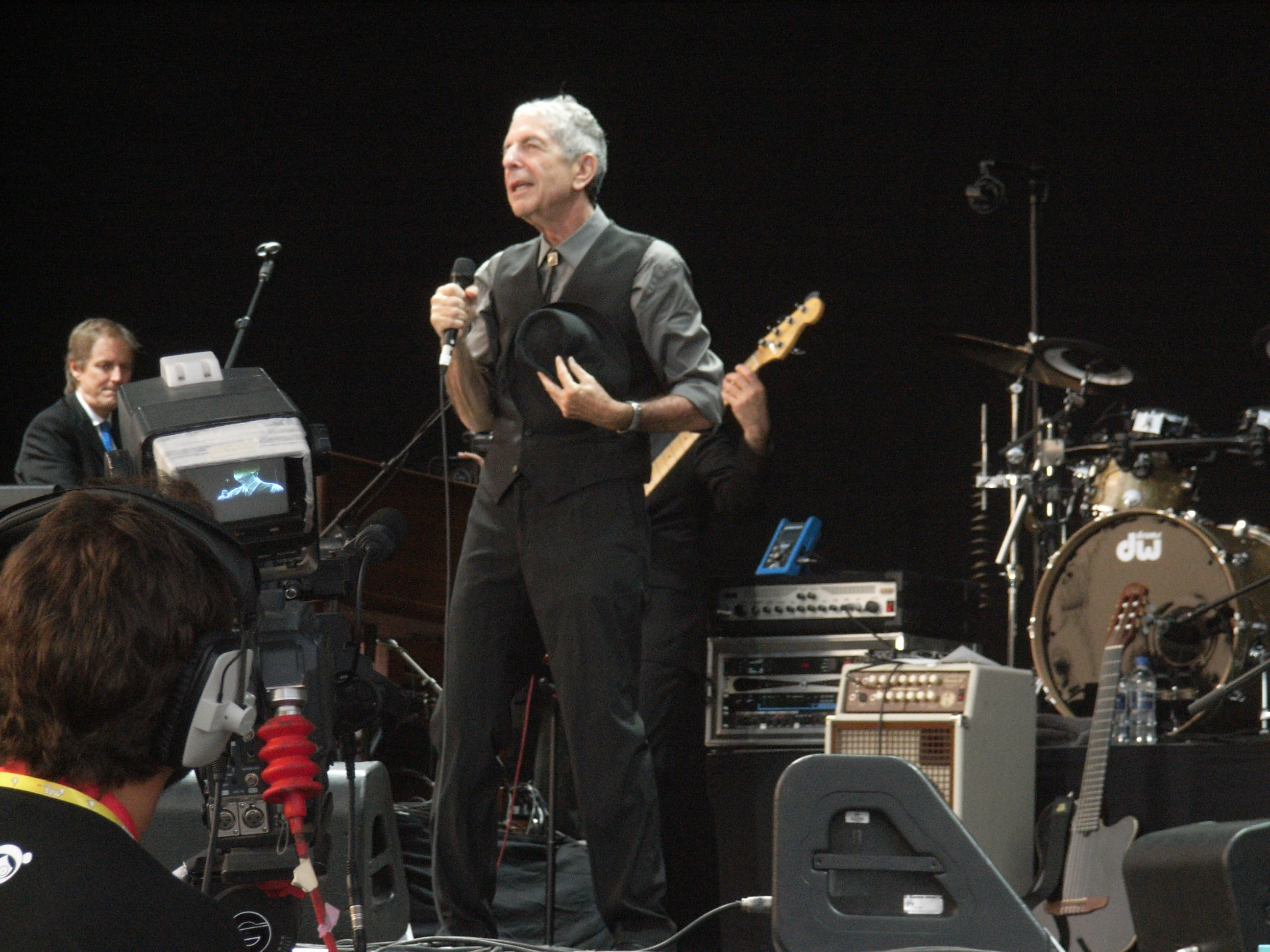
Leonard Cohen al Festival Internacional de Benicàssim, Juliol de 2008. Poeta, novel·lista i cantautor, però a diferència de la generació Dylan, "no plantejava batalla política ni ideològica en les seves cançons ni pretenia canviar el món (com a mínim de manera manifesta i clara). Ell era poeta. I era el cantautor de la intimitat, els sentiments, l’amor, el desamor, el sexe... Ell mateix diria que durant anys va observar una estricta dieta de vi, dones, música i religió, aspectes que marquen la seva figura musical i personal (a banda d’una elegància natural a l’hora de vestir, allunyada de l’aparent deixadesa d'altres cantautors). Utilitzava la guitarra com poc abans havia utilitzat la ploma o la màquina d’escriure".

L'etiqueta "cantautor" és utilitzada per segells discogràfics i crítics per definir artistes de música popular que escriuen i interpreten el seu propi material, que sovint s'acompanya, generalment amb guitarra acústica o piano. Aquest artista fa els papers de compositor, lletrista, vocalista, de vegades instrumentista i sovint autogestor. Segons AllMusic, les lletres dels cantautors solen ser personals, però vetllades per metàfores elaborades i imatges vagues, i la seua preocupació creativa és posar èmfasi en la cançó més que en la seua interpretació. La majoria dels discos d'aquests artistes tenen un so igualment senzill i lliure que posa èmfasi en la cançó en si.
El terme també pot caracteritzar els compositors dels gèneres rock, folk, country i música pop, com ara Henry Russell (1812–1900), Aristide Bruant (1851–1925), Hank Williams (1923–1953) i Buddy Holly (1936–1959). La frase "cantautor", que apareix a partir de 1949, es va fer servir popularment a partir de la dècada de 1960 per descriure els compositors que seguien convencions estilístiques i temàtiques particulars, especialment la introspecció lírica, la composició confessional, els arranjaments musicals suaus i un estil interpretatiu discret. El terme anglès de singer-songwriter (cantautor), sembla haver estat inicialment emprat com a màrqueting en el títol de l'àlbum del projecte Elektra 1965 Singer Songwriter, una col·lecció de cançons d'artistes estretament vinculades amb el renaixement popular i la cançó de protesta, com Stuart David Cohen (David Blue), Richard Fariña, Bruce Murdoch i Patrick Sky.
Segons l'escriptor Larry David Smith, com que va fusionar els papers de compositor, escriptor i cantant, la popularitat del fenomen del cantautor va reintroduir la tradició trobadoresca medieval de "cançons amb personalitats públiques" després de l'era de Tin Pan Alley a la música popular estatunidenca. Els temes de cançons dels cantautors del renaixement de la música popular nord-americana inclouen la protesta política, com en el cas de Woody Guthrie (1912–1967) i Pete Seeger (1919–2014). Segons el Journal of Popular Music Studies, des del renaixement del folk fins a la seua permanència a la música pop, el paper d'un cantautor ha implicat diverses dimensions de la identitat creativa:
| « | La primera capa estètica anima els compositors a cantar i interpretar les seues pròpies obres i a inculcar els seus propis sabors estilístics als textos de les cançons. Els compositors no són independents de les obres un cop acabades; més aviat, entren, activen i autentiquen els textos de les cançons mitjançant les seues actuacions vocals i musicals. Tot i que la primera capa no sempre requereix que el cantant siga l'autor de cançons, la segona capa sociològica no només es fixa en la relació entre cantant i compositor, sinó també sol·licita més agència sociològica a part del cant i la composició de cançons, com ara l'arranjament, la mescla, la producció, la col·laboració i la gestió dels mitjans. Dit d'una altra manera, un cantautor experimenta un procés d'engrossiment que implica veus de dues capes, inclosa la interpretació d'un personatge estilístic, l'acumulació d'altres veus i la coordinació d'altres habilitats sociològiques. Aquest procés d'engrossiment demostra les veus fluides, múltiples i heterogènies sota la imatge d'autor singular, complicant així la noció d'autoria per als cantautors. | » |

El cantautor és l'artista que compon i interpreta música i lletres, sol i amb l'ajuda d'altres músics, a la vista del qual l'oient creu que pot discernir la personalitat i els valors de l'artista amb molta atenció a les lletres, a com es canten i al seu acompanyament musical, tot a través del prisma d'una autenticitat percebuda. Com a característiques del gènere dels cantautors es poden destacar en general la riquesa de les seves lletres que s'articulen en un binari literari i d'erudició en contraposició a la banalitat, acompanyades de diverses gammes d'instrumentació, i a voltes amb imprecisions esperades de la veu. Hi ha una identificació de l'oient amb el cantautor, percebut com un tipus de poeta de la seva comunitat, capaç d'entendre'l. Les lletres són fonamentals per a la classificació de qualsevol artista de gravació com a cantautor, d'aquí la valoració com a qualitat literària de les seves paraules per part de fans i crítica. De fet fins i tot han permès atorgar el Premi Nobel de Literatura a Bob Dylan, per haver creat una nova expressio poètica en la gran tradició americana de la cançó.
Si ens allunyem de l'anglocentrisme, d'aquells que veuen el concepte de cantautor com un fenomen principalment nord-americà, iniciat a principis dels anys seixanta del segle xx, veiem que la figura del cantautor va començar a França, quan els músics van abraçar la poesia i va sorgir un discurs que reivindicava l'estatus literari de les seves lletres. La figura del cantautor a Europa és emfàticament policèntrica. Les diferències entre les conceptualitzacions dels cantautors més enllà de les seves característiques bàsiques comunes, mostren com la categoria no està en cap cas fixa, els seus camps semàntics varien d'un espai formal a un altre.
El gènere musical és una construcció discursiva, fruit d'un fràgil acord, entre els diferents creadors, mediadors i consumidors de la música popular, de fet, el concepte de cantautor, tot i que pot abastar una àmplia gamma d'estils musicals, és una de les etiquetes genèriques que fan servir per catalogar els seus productes les plataformes musicals.

## Orígens i desenvolupament en els països catalans
A partir d’inicis dels anys seixanta es comença a emprar el mot per a designar els cantautors de la Nova Cançó. Dins la Nova Cançó, a més de Raimon, un jove estudiant de la Universitat de València, que començà amb la seva primera cançó “Al vent”, hi havia els Setze Jutges que s'inspiraven en la cançó francesa de Georges Brassens, Jacques Brel o Léo Ferré, i d'altra banda l'alternativa crítica, el Grup de Folk, amb cantautors com  Pau Riba i Jaume Sisa, més propers al folk anglosaxó, com Bob Dylan, Pete Seeger o Joan Baez, en aquell moment portaveus d'una joventut desencantada. Els cantautors catalans i valencians tingueren una gran importància en el tardofranquisme, període en què les cançons anaren lligades a la lluita contra la dictadura franquista, però perderen protagonisme a partir de la dècada dels vuitanta del segle passat. Després els pactes entre l’esquerra al govern i els sectors provinents del franquisme acompanyaren la desmobilització social i acompanyaren l’arribada de nous gèneres i moviments musicals com La Ruta Destroy o La Moguda Madrilenya, amb ganes de trencar amb les cançons de lluita política que s'havien dut a terme des dels setanta. Només es mantingueren els més coneguts, els que ja havien assolit una gran qualitat musical i lírica, com Lluís Llach, Raimon, Joan Manuel Serrat i Maria del Mar Bonet. El fenomen dels cantautors va contribuir al redescobriment i la circulació social de la literatura, en especial de la poesia. Hi ha una fusió de l'estructura poètica i musical, degut a la procedència híbrida de molts cantautors, amb diferents graus de capacitats interpretatives.
A partir de finals del segle XX i principis del XXI, s'introduïren elements del rock i el pop; en foren exemples cantautors com Joan Amèric i Albert Pla, Pau Alabajos, Feliu Ventura i Gerard Jacquet a la Catalunya Nord.

## Desenvolupament en altres nacions
Fou un moviment molt important als Estats Units amb cantautors com Woody Guthrie, Pete Seeger, Bob Dylan, Joan Báez; també ho fou a l'estat francès amb (Georges Brassens, Charles Trenet, Léo Ferré, Charles Aznavour, Marcel Amont, Jean Ferrat); a Itàlia (Fabrizio De André, Giorgo Gabber, Domenico Modugno, Francesco de Gregori, Claudio Baglioni, Franco Battiato) i a països de l'Europa de l'Est.